# Датско-шведская война (1808—1809)
Датско-шведская война 1808—1809 гг. — война между Датско-норвежской унией и Швецией из-за датско-норвежского союза с Францией и союза Швеции с Великобританией во время Наполеоновских войн. Ни Швеция, ни Датско-норвежская уния не хотели начинать войну, но, будучи втянутыми в неё своими альянсами, Швеция сделала попытку захватить Норвегию путём вторжения, в то время как Датско-норвежская уния предприняла неудачные попытки отвоевать территории, захваченные Швецией в XVII веке. Мир был заключен на основании status quo ante bellum 10 декабря 1809 года.

## Исторический фон
Во время войны Первой коалиции Датско-норвежская уния и Швеция оставались нейтральными. Две северные страны также намеревались следовать этой политике во время войны Второй коалиции и в 1800 году вместе с Пруссией и Россией сформировали Вторую лигу вооружённого нейтралитета, чтобы защитить свое судоходство от британской политики неограниченного досмотра нейтральных судов для поиска французской контрабанды. Лига, однако, была распущена после нападения британского флота на Копенгаген и смерти российского царя Павла I в 1801 году. После распада альянса и непродолжительной войны Датско-норвежской унии против Великобритании Швеция и Дания всё ещё продолжали свою политику нейтралитета.
В 1805 году Швеция вступила в войну против Франции, но после быстрого продвижения Франции через северо-западную Германию и поражения при Любеке шведские войска были вынуждены отступить в Шведскую Померанию. Начались переговоры о мире между Францией и Швецией, и осенью 1806 года император Франции Наполеон I предложил Швеции Норвегию в обмен на Шведскую Померанию. Переговоры провалились, и в начале 1807 года французские войска вторглись в Шведскую Померанию и в конечном итоге оккупировали её.
После заключения Тильзитского мира в 1807 году основное внимание Франции и Великобритании было направлено на Данию. Наполеон хотел участия нейтральной Датско-норвежской унии в континентальной блокаде, в то время как Великобритания боялась, что датский флот может попасть в руки французов. Британская атака и последующая бомбардировка Копенгагена привели к захвату и уничтожению значительной части датского флота, и Дания решила заключить союз с Наполеоном. Союз между Данией, Норвегией и Францией был подписан в Фонтенбло 31 октября 1807 года. В договоре содержались смутные обещания французов помочь Датско-норвежской унии вернуть свой флот, в то время как Дания должна была взять на себя обязательство участвовать в возможной войне против Швеции вместе с Францией и Россией. Наследный принц Датско-норвежской унии Фредерик VI не хотел участвовать в войне против Швеции, но решил всё же объявить её, чтобы отвоевать назад территории, потерянные Данией после заключения Брёмсебруского и Роскилльского договоров. Он считал, что сделать это будет достаточно легко, поскольку внимание Швеции было сосредоточено на Финляндии после российского вторжения в феврале 1808 года. 14 марта 1808 года датский министр объявил в Стокгольме шведскому правительству о начале войны. В ответ шведский король Густав IV Адольф начал планировать вторжение в Зеландию, чтобы заставить Данию заключить сепаратный мир. Однако этот план был временно отложен, и вместо этого шведские войска заняли оборону в Гёталанде после слухов о том, что Наполеон послал подкрепление в Данию. Взамен король Густав IV утвердил план, составленный Густавом Морицем Армфельтом, предусматривавший вторжении в Норвегию, чтобы компенсировать возможную потерю Финляндии.

## Армии сторон

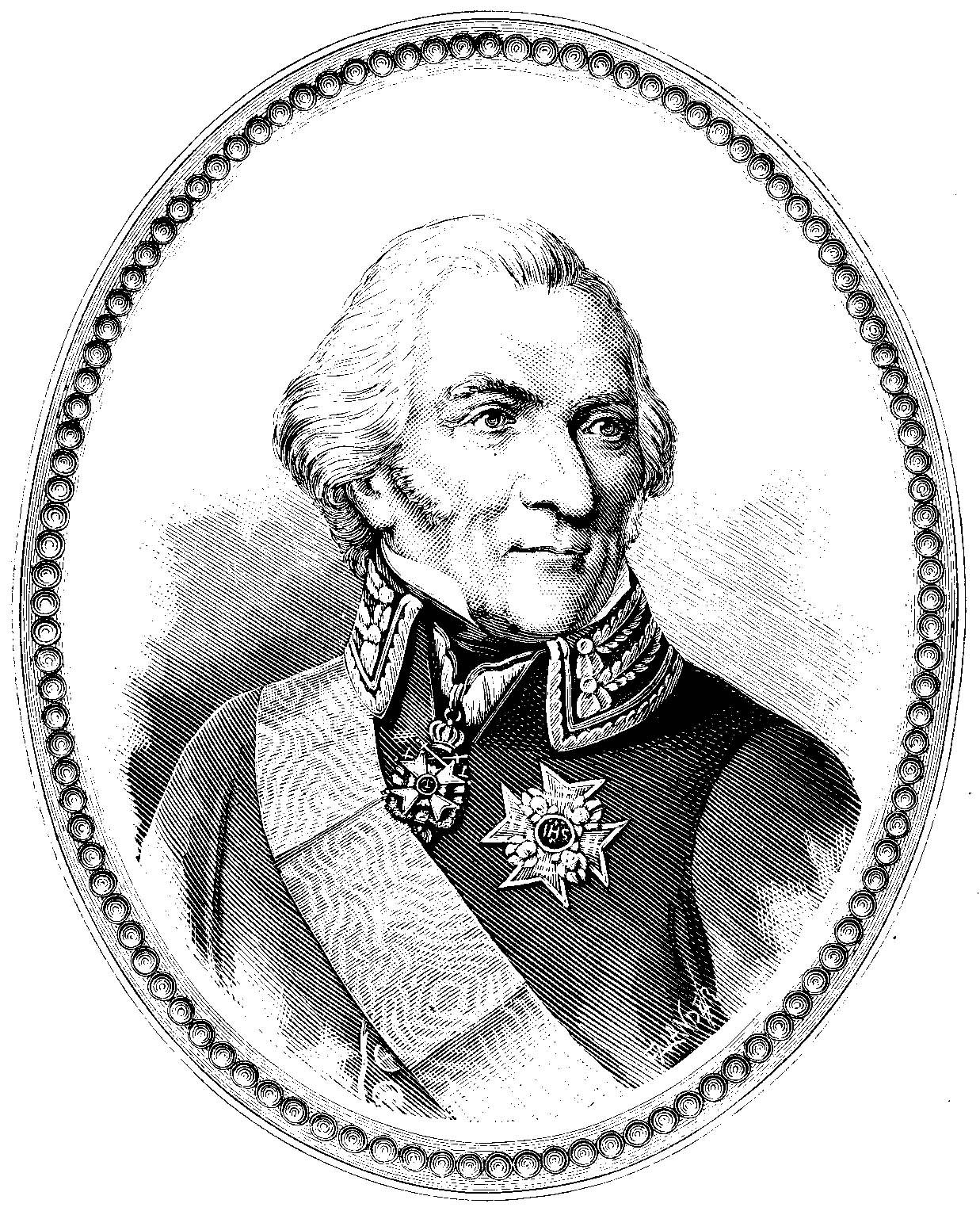
Юхан Кристофер Толль, командующий шведской армией на юге Швеции

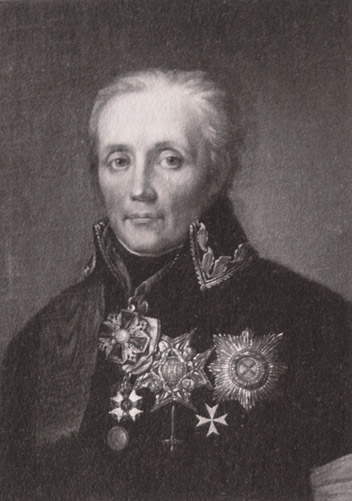
Густав Мориц Армфельт, командующий шведской армией на границе

### Шведская армия
Шведская армия, дислоцированная в Швеции, насчитывала в общей сложности 23 тыс. человек — 7 тыс. на юге Швеции под командованием графа Юхана Кристофера Толля, 14 тыс. у норвежской границы под руководством Густава Морица Армфельта и 2 тыс. в Норрланде под началом Юхана Бергенстроле.
Шведская армия была достаточно неплохо оснащена, и её солдаты были хорошо подготовлены, но, воюя на два фронта, шведы были вынуждены быть готовыми быстро переправлять войска туда, где они больше всего были необходимы. Главный театр военных действий был на востоке, где российское вторжение угрожало шведскому правлению в Финляндии, но угроза со стороны Датско-норвежской унии и Франции была воспринята всерьёз. Шведская западная армия была разделена на два крыла; правое крыло возглавлял сам Армфельдт, а левое крыло генерал-майор Вегесак.
Кроме того, в правое крыло армии входил «Летучий корпус» полковника Карла Понтуса Гана из Далбю, насчитывавший около 650 человек, 1-я бригада полковника Леонштедта примерно в 1,6 тыс. человек в Эде, 2-я бригада полковника Шверига примерно в 2,5 тыс. человек в Тёксмарке, 3-я бригада полковника Брора Седерстрёма примерно в 1,7 тыс. человек в Хульмедале и 4-я бригада полковника Юхана Адама Кронштедта примерно в 1,7 тыс. человек к востоку от Маркера. Левое крыло армии состояло в основном из одной бригады в Стрёмстаде, одной в Тёфтедале и одной в районе между Гётеборгом и Уддеваллой.

#### Шведские полки
- Хельсингский полк (швед. Hälsinge regemente)
- Скараборгский полк (швед. Skaraborgs regemente)[14]
- Кальмарский полк (швед. Kalmar regemente)
- Гренадерский полк (швед. Livgrenadjärregementet)
- Бохусленский полк (швед. Bohusläns regemente)

### Датско-норвежская армия

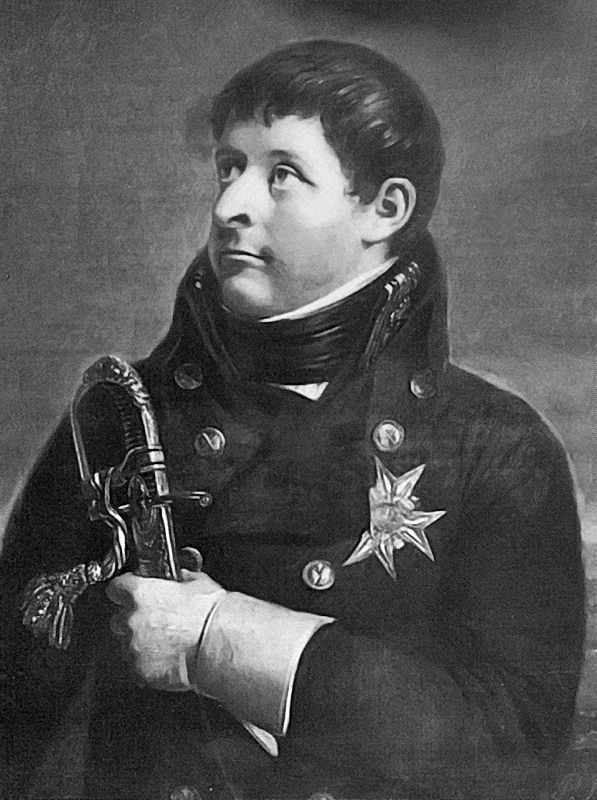
Принц Карл Август, норвежский главнокомандующий

Датско-норвежская армия насчитывала 36 тыс. человек. Датская армия могла собрать 14 650 человек, но только 5 тыс. из них могли быть задействованы для войны со шведами. Норвежская армия готовилась к будущей войне со Швецией с осени 1807 года, но поскольку она были вынуждена организовать защиту длинного норвежского побережья от нападений британских военных кораблей, которые пытались перекрыть пути сообщения между Норвегией и Данией, в конце февраля 1808 года армия была в плохом состоянии. Ощущалась сильная нехватка оружия, боеприпасов, одежды, еды, и у многих солдат было обмундирование почти 20-летней давности.
Норвежская армия находилась под руководством принца Карл Августа, который в то время был председателем правительственной комиссии Норвегии, созданной, когда британцы начали блокаду между Норвегией и Данией в 1807 году. Позже во время войны Карл Август также был назначен генерал-губернатором Норвегии.

#### Норвежская армия
- 24 драгунских рот общей численностью примерно 1,8 тыс. человек[17];
- 14 мушкетёрских батальонов (каждый из 4 дивизий) общей численностью около 8,4 тыс. человек[17];
- 10 стрелковых рот общей численностью примерно 1,2 тыс. человек[17];
- 10 батальонов в полковых депо (каждый из 3-4 дивизий) общей численностью около 5 тыс. человек[17];
- 8 гренадерских батальонов (каждый из 4 дивизий) общей численностью примерно 4,8 тыс. человек[17];
- 6 крепостных батарей, общей численностью около 300 человек[17];
- 3 полевые батареи общей численностью примерно 300 человек[17];
- 2 лыжных батальона (в каждом по 3 роты) общей численностью около 600 человек[17];
- 1 батальон егерей (4 роты), сначала 600, позднее 720 человек[17];
- Лёгкий батальон (6 рот), 600 человек[17];
- Сапёрская рота, около 150 человек[17].

В начале войны у штатгальтера Карла Августа было всего 8 тыс. человек вдоль границы от Свинесунда до Трёнделага, и им пришлось набрать много неподготовленных новобранцев для пополнения своих рядов.

#### Норвежская оборона
После того, как в конце марта 1808 года было завершено размещение войск на границе, Карл Август распределил южные войска вдоль границы в Эстланне с юга на север:
- Правое крыло: бригада полковника Ханса Грама Холста примерно в 3,4 тыс. человек в районе от Свинесунда до Рёденеса[17];
- Центр: бригада полковника Вернера де Сеуса, насчитывавшая около 1,9 тыс. человек в районе от Рёденеса до Конгсвингера[18];
- Левое крыло: бригада полковника Бернхарда Дитлефа фон Штаффельдта, насчитывавшая около 1,3 тыс. человек в районе от Конгсвингера до Эльверума[19];
- 1-я резервная бригада полковника Кристофера Фредерика Ловзова примерно в 1,7 тыс. человек между Вормсундом и Фетсундом[20];
- 2-я резервная бригада полковника Юхана Андреаса Ома примерно в 650 человек между Грёнсундом и Фетсундом[21].

На южных рубежах обороны у норвежцев было около 9 тыс. человек; кроме того, в Трёнделаге, для обороны северной границы, было размещено 3,3 тыс. человек:
- Полковник Карстен Герхард Бан с бригадой примерно в 2,1 тыс. человек в Рёрусе[21];
- Генерал-лейтенант Карл фон Шметтов с бригадой примерно в 1,2 тыс. человек в Иннхерреде[22].

Ещё 2 тыс. человек были размещены в Тронхейме и Кристиансанне, и 6,2 тыс. человек во Фредериксверне и Бергене.

#### Гарнизоны крепостей
- Фредрикстад: около 2350 человек[21];
- Фредрикстен: около 1250 человек[21];
- Крепость Конгсвингер: около 900 человек[23][24];
- Крепость Акерсхус: около 800 человек[21].

### Французская армия
В начале войны Наполеон послал в Данию подкрепление из Франции, Испании и Нидерландов под руководством маршала Жана-Батиста Бернадота (всего около 45 тыс. человек: 12,5 тыс. французов, 14 тыс. испанцев, 6 тыс. голландцев и датский резервный отряд в 12,5 тыс. человек). Таким образом, датско-французская армия насчитывала приблизительно 81 тыс. человек. Для своего участия в войне против Швеции французы поставили условие, что армия коалиции будет находиться под французским командованием.

## Подготовка к войне
5 марта, за несколько дней до того, как датское правительство приняло решение объявить войну Швеции, маршал Бернадот, который в то время был французским губернатором Гамбурга и других ганзейских городов, отправился в сторону Дании с коалиционной армией в 32 тыс. человек. Но, судя по всему, в тот момент Наполеон ещё не хотел позволить своим войскам вступать в боевые действия, потому что после того, как Бернадот разбил лагерь на Зеланде, ему не был отдан приказ продолжать наступление на датские порты.
В середине марта начал ломаться лёд, и, ко всеобщему удивлению, начали появляться первые британские военные корабли, несмотря на всё ещё довольно плотный ледяной покров. Адмирал Хайд Паркер провёл зиму 1807—1808 годов со своей эскадрой в Гётеборге и очень рано вышел в пролив между Каттегатом и Балтийским морем. Бернадот, который потерял драгоценное время, будучи скованным льдами, не успел обеспечить безопасный проход кораблей до прибытия британской эскадры.
Присутствие войск в Зеланде, Фюне и Ютландии было скорее бременем, чем помощью для датского населения. Другая проблема возникла после того, как в Дании стало известно, что Испания восстала против Наполеона, и теперь требовалось разоружить и интернировать испанские войска. В середине апреля 1808 года датско-французский план вторжения в Швецию был отменён, и внимание было направлено на шведско-норвежскую границу.

## Война

### Вторжение Швеции в Норвегию
В последние дни марта норвежские и шведские аванпосты вдоль границы несколько раз соприкасались друг с другом, но беспорядочные перестрелки ничего не изменили. 1 апреля 1808 года Юхан Бергенстроле вместе со своим войском в 2 тыс. человек двинулся в Норвегию из Емтланда, но его армия была вынуждена отступить обратно в Сундсвалль, не вступая в бой. Однако во время отступления Бергенстроле две роты в 235 человек под командованием майора Йюлленскреппа пересекли границу из Херьедалена в сторону Рёруса и вступили в небольшую перестрелку с норвежским отрядом в 40 человек из бригады полковника Бана в Эурсунде. После того, как отряд и весь норвежский аванпост в 140 человек, в состав которого он входил, отступили в Рёрус, шведы начали обширный грабёж приграничной зоны, особенно в городе Бреккен. Мародёрство продолжалось до тех пор, пока войска полковника Бана, которые находились ближе всего к этому району, а именно батальон мушкетёров из 600 человек под командованием майора Соммершильда, не начали контратаку и не заставили шведов отступить через границу.
8 апреля в отместку за разграбление Бреккена 558 человек из бригады полковника Бана пересекли границу и направились в Мальмаген и Льюснедале. Во время этой мародёрской экспедиции королевские владения в Фуннесдалене были разграблены и опустошены, а все добытые в Бреккене трофеи, включая 22 орудия, были захвачены обратно после непродолжительной стычки в Льюснедале со шведскими защитниками.
После столкновений в начале апреля весна в районе границы между Трёнделагом и Емтландом проходила довольно спокойно, и норвежцы решили отправить несколько подразделений к югу от Рёруса и в район между Роверудом и Конгсвингером.
Основная атака шведов на юге началась ночью 14 апреля наступлением 2-й бригады в районе Эурскуг-Хёланна. Карл Август, который собирался переместить свою штаб-квартиру в Раккестад, получил сведения о наступлении шведов и 17 апреля направил бригаду для противодействия угрозе с востока. Его обороне ничего не угрожало, поэтому он мог сосредоточить свои силы на фронте, где они были более всего нужны. Бои в Хёланне и Эурскуге завершились победой норвежцев, и шведский командующий полковник Шверин, предвидя угрозу норвежских контратак, приказал отступить после поражения в Товеруде, где шведский командующий граф Аксель Отто Мёрнер и его войска были вынуждены сдаться. Шверину удалось избежать решающей битвы с норвежской армией, потому что Карл Август решил перебросить свои войска обратно в Конгсвингер, чтобы сдерживать наступление шведов в этом районе и оттуда попытаться нанести основной удар.

#### Бои вокруг Конгсвингера

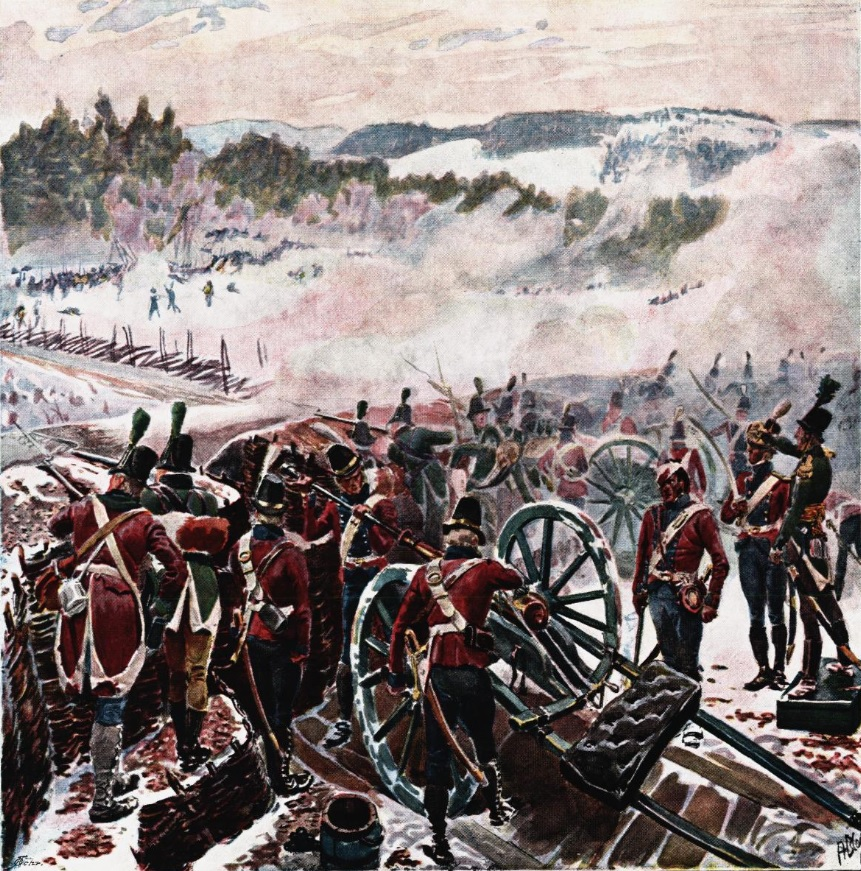
Битва при Лиере (1808)

Вечером 15 апреля в пограничном районе в Эйдскуге Густав Мориц Армфельдт с войском примерно в 1,6 тыс. человек начал наступление через границу в Эде в направлении Конгсвингера. Он отогнал слабые пограничные войска и продолжил продвигаться к Лиеру в течение нескольких дней, ведя постоянные мелкие стычки. Норвежские защитники были вынуждены отступить, чтобы шведы не обошли их с фланга.
18 апреля в Лиере, примерно в полутора километрах к югу от Конгсвингера, произошла битва. В ней 1 тыс. шведских солдат разгромили норвежскую армию в 800—900 человек под командованием майора Бернта Питера Кройца. После этой победы шведские войска укрепились в Лиере и продвинулись до реки Гломма, но не рискнули атаковать крепость Конгсвингер, что временно положило конец их наступлению.
Карл Август жёстко отреагировал на известие о поражении под Лиером и о том, что шведские войска достигли реки Гломма. Теперь ему пришлось перебросить основные силы в Блакере, чтобы остановить возможное нападение шведов с юго-запада Конгсвингера на севере или из Хёланда на юге. Но, к счастью для норвежцев, исход битвы за Товеруд и сражение под Лундом стабилизировали ситуацию на юге. Поэтому Армфельдт хотел осадить и атаковать Конгсвингер и тем самым обезопасить стратегически важную крепость. Полковнику Карлу Понту Гану с его «Летучим корпусом» было приказано отправиться к Гломме, а оттуда на запад к Конгсвингеру. Армфельдт, таким образом, намеревался полностью блокировать крепость перед её осадой. Этот приказ был довольно спорным, так как у реки Флиса, вдоль которой должен был идти Ган, находились превосходящие норвежские силы примерно в 800 человек. Вечером 24 апреля Ган вышел из шведского лагеря в Мидтскогене с отрядом примерно в 500 человек по заснеженной дороге к Флисе и затем вниз по реке в сторону Трангена к юго-западу от Ниена в Оснесе. Из Ниена основные норвежские силы двинулись вниз, чтобы атаковать шведов с тыла, и вместе с бригадой полковника Штаффельдта численностью примерно в 1050 человек в нападении приняли участие около 800 норвежских солдат, дислоцированных в этом районе. Битва при Трангене стала серьёзным поражением для шведов. Весь их корпус был уничтожен, и около 440 человек были взяты в плен в Трангене, а ещё 65 человек — 25 апреля в Мидтскогене. После сражений полковнику Штаффельдту было приказано перебросить свою бригаду на запад в Конгсвингер, чтобы усилить оборону крепости. После перегруппировки сил возле Конгсвингера Карл Август отправился на юг, чтобы предотвратить наступление шведов в районе Эрье.
Когда Армфельдт узнал о поражении на севере, он начал опасаться атаки норвежцев с этого фланга, пока на Гломме стоял лёд. Шведский командующий потерял свой правый фланг на севере, и вдоль Гломмы у Конгсвингера и Блакера собралось сильное норвежское войско. Поэтому Армфельдт счёл необходимым дождаться подхода полковника Вегесака и его войска, которые ещё даже не выступили, прежде чем предпринимать какие-либо дальнейшие действия, и тем самым перешёл в оборону.

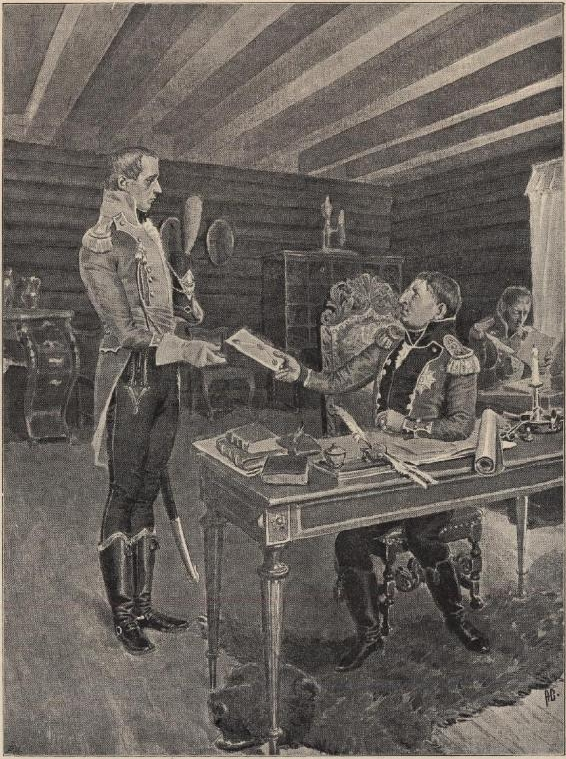
Принц Карл Август (справа) и Нильс Стокфлет Дарре

#### Сражения в Смааленене
Первоначально принц Карл Август планировал атаковать из Блакера 3-й шведскую бригаду в Эрье, но получил сведения о том, что в ближайшем будущем произойдёт нападение шведов через границу на юге. 2—3 мая около 2 тыс. шведских солдат из двух бригад под командованием полковника Вегесака начали наступление между Хольмгилом и Престебакке к востоку от Фредриксхальда. Однако наступление было остановлено на линии норвежской обороны между Халлерёдом, Гьедделуддом, Эннингдаленом и церковью в Берби.
В то же время севернее шведское войско примерно в 1 тыс. человек выступило из Нёссемарка через границу к Бьёркебекку и Скотсунду в Аремарке, но этот наступление также было остановлено. В течение мая шведские войска укрепились вдоль линии с юго-востока Конгсвингера, за рекой Хальденвассдрагет от Кроксунда и вдоль новой линии от Аремарка до Иддефьюрдена.
Запланированное норвежское наступление было отменено, и вместо этого произошла перегруппировка сил; в частности, бригада полковника Холста, которая находилась к северо-востоку от Реднессьена, вернулась в Мисен. Вместо полномасштабного вторжения было начато ограниченное наступление на шведскую бригаду в Эрье, где 4 мая около 1 тыс. человек были направлены к реке Мьерма под командованием майора Андреаса Самуэля Кребса. Бои вокруг Аремарка 5 мая были тяжёлыми, но шведские войска в конечном итоге бежали обратно на хорошо подготовленные позиции за пределами Эрье, где им удалось укрепиться. У норвежцев было 10 раненых после битвы, в то время как у шведов было 10 убитых и 16 раненых. Кребс со своим истощённым войском был отозван, в то время как майор Фридрих Фишер приблизительно с 500 солдатами вышел из Мисена и 7 мая неожиданно для шведов подошёл к Истеруду и Ли к западу от Эрье. Но, несмотря на то, что в боях он потерял только 9 раненых, Фишер не смог продолжить наступление, потому что мост в Эрье был разрушен шведами.
Было также проведено ещё несколько локальных атак на шведские позиции. В ночь на 8 мая майор Питер Крефтинг с тремя дивизиями начал наступление на Скотсберг, чтобы нарушить связь между шведскими войсками в Аремарке и Эрье. Но норвежская атака была отбита в ходе первой битвы в Скотсберге, где шведов и норвежцев отделял друг от друга пролив. Во время второго столкновения в Скотсберге 13 мая Крефтинг снова попытался пересечь пролив с артиллерией и четырьмя мортирами, но эта попытка также была отбита.
9 мая лейтенант Йохан Шпёрк выступил с отрядом в 120 человек из крепости Фредрикстен против Гьедделунда, но был побеждён шведской ротой из Холтета, которая отбила у него эту позицию. После перестрелки в Гьедделунде у Шпёрка был 1 убитый и 6 раненых, а у шведов 1 убитый, 11 раненых и 2 взятых в плен. Ещё одно небольшое наступление произошло 12 мая к западу от Стрёмсфосса, где капитан Ханс Харбо Грён с небольшим отрядом начал серию локальных атак против шведских застав. Они продолжались до 28 мая, когда шведам на помощь подошёл батальон.

### Уход шведов из Норвегии
После того, как полковник Штаффельдт перегруппировал свои войска в Конгсвингере, положение на фронте в районе крепости оставалось спокойным до начала мая, если не считать незначительных атак, которые регулярно отбивались шведами. Эти небольшие стычки работали на норвежскую войска, и 5 мая был уничтожен шведский авангард; 10 шведов были взяты в плен. К большому огорчению шведского командующего, из-за мелких стычек с норвежскими войсками он потерял свои патрули и небольшие аванпосты. Это привело к усилению концентрации шведских войск, и шведская 2-я бригада была перемещена ближе к 1-й бригаде, чтобы предотвратить нападение на них небольших групп норвежцев. Также на фронт к Конгсвингеру для новой запланированной атаки на эту крепость была переведена осадная артиллерия. Кроме того, шведы начали укрепление новых позиций в районе Лиера, с явной ориентацией на запад, и создание так называемой «линии Скиннарбёля» вдоль реки к востоку от Скиннарбёля и моря Вингера, обращённой к северу. Норвежцы пристально следили за тем, что происходило на шведских позициях, постоянно отправляя разведывательные патрули. Перемещения основных войск были невозможны до середины мая из-за сильных снегопадов, и только 15 мая Штаффельдт приказал нанести более сильный удар по правому флангу шведов. Но условия всё ещё были недостаточно хорошими, а дороги только начали высыхать, поэтому нападение было отложено до 18 мая.

#### Сражения при Мобекке и Ерпсете
Перестрелка в Мобекке началась неудачно для норвежских солдат. Шведы сумели уничтожить жизненно мост через реку в Оверуде; норвежские войска остались на своей стороне и перестреливались со шведскими защитниками, которые засели в баррикадах. Через четыре часа битва под Мобекком подошла к концу, и норвежские войска вернулись в Конгсвингер.
Чтобы восстановить свою репутацию после битвы при Мобекке, Штаффельдт был вынужден предпринять новую атаку. Было обнаружено, что шведская егерская рота переместилась в Ерпсет в Вестмарке, чтобы соединиться со 2-й шведской бригадой, которая была размещена ближе к границе. 23 мая войска из лёгкой роты капитана Вильгельма Йоргенсена вместе с 65 лыжниками пересекли Гломму примерно в 10 километрах к западу от Конгсвингера. Норвежцы напали на ферму Ерпсет вечером 24 мая и обнаружили, что шведы отправили несколько патрулей и что на ферме находилось только 29 шведских солдат. 25 из них попали в плен. Шведские войска, расквартированные на соседних фермах, не смогли найти норвежцев, которые после боя отступили в лес под покровом темноты. Полковник Штаффельдт планировал новые атаки, но события на Ерпсете настолько напугали Армфельдта, что он приказал уйти с ближайших к Конгсвингеру позиций. Кроме того, 19 мая он получил от короля Густава IV Адольфа приказ, который счёл приказом о всеобщим отступлении.
18 мая 1808 года в Гётеборг прибыл английский флот с 10 тыс. человек. Густав IV Адольф хотел предпринять совместную шведско-английскую атаку на датский остров Зеландия, и поэтому приказал Армфельдту «[…] занять самую безопасную и наиболее выгодную оборонительную позицию против Норвегии». Король Густав IV, однако, хотел не отступления Армфельдта за границу, а лишь того, чтобы тот охранял оккупированные им районы Норвегии и ожидал запланированного вторжения на Зеландию. Армфельдт же неверно понял приказ, отказался от всех планов нападения на норвежцев и отступил с 1-й и 2-й бригадами, чтобы занять позиции за границей, реорганизовать войска и обезопасить границу. Шведское отступление стало неожиданностью для норвежцев. На следующий день после отхода шведов Штаффельдт продвинулся вплоть до Эйдскуга, а вечером 31 мая его основные силы прибыли в Матранд. Небольшие патрули были также отправлены к Флисе, чтобы обезопасить этот район. Однако планы короля Густава IV Адольфа шведско-английского вторжения на Зеландию были отменены 3 июля после возвращения британского флота.

#### Бой в Эннингдале
Две другие шведские бригады, дислоцированные рядом с Фредрикшальдом, отправились 8-9 июня назад через границу вместе с частями бригады левого крыла, которая достигла Скотфосса. В середине июня на норвежской территории оставались только два шведских отряда, что стало неожиданностью для норвежцев. Карл Август первоначально планировал общее наступление на юге на Рёденес/Эржебро и Эннингдален, чтобы оттеснить через границу последние шведские войска, но вместо этого план был изменён, и теперь предусматривал только небольшое наступление. Этот план, разработанный командиром крепости Фредрикстен подполковником Юэлем, заключался в множестве небольших атак против шведов, чтобы постепенно оттеснить их через границу.

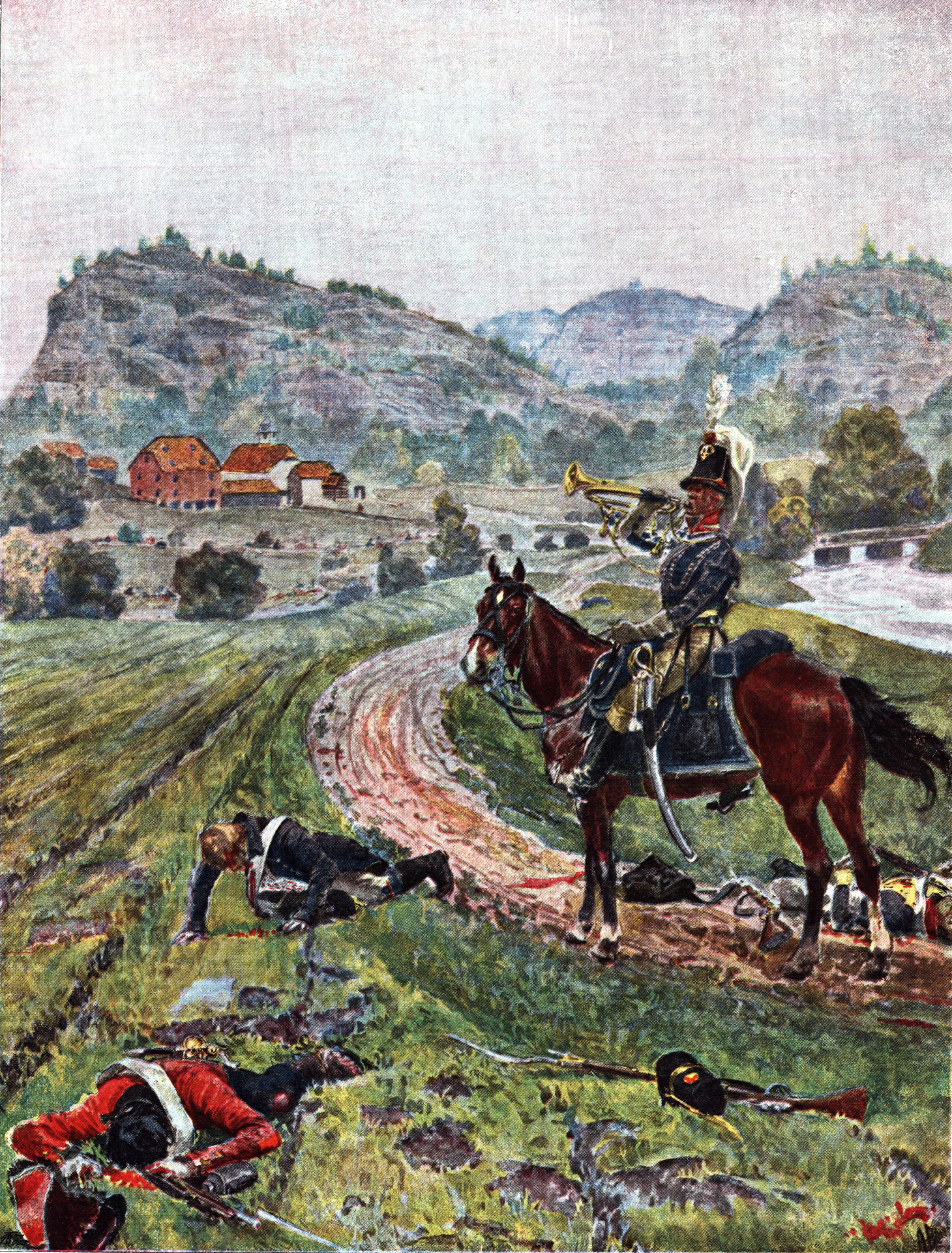
Бой в Эннингдале

Шведские войска под командованием подполковника Якуба Ларса фон Кнорринга разместились на своих укреплённых позициях в Престебакке с опорными пунктами на востоке и западе, а также с более крупными силами, по ошибке размещёнными в Энде, Берби и Эннингдалене. Юэль, который был серьёзно болен, отдал приказ капитану Арильду Хюитфельдту, который во главе войска в 710 человек вечером 9 июня начал успешное наступление на юг. 10 июня во время битвы при Престебакке Хюитфельдт сумел своим манёвром запутать шведских офицеров, благодаря чему он застал врасплох и разбил шведские войска в Престебакке. Шведские потери составили 60 убитых и тяжело раненных, 395 пленных (из которых 34 были ранены) и два орудия. Шведские силы, насчитывавшие около 420 человек, были уничтожены, а в Берби сдалось около 150 человек. Норвежские потери были низкими, всего около 12 человек. В Швеции на это удивительное поражение отреагировали крайне резко, и шведский командующий, подполковник фон Кнорринг, был отдан под трибунал.
После того, как шведы получили подкрепление, 14 июня они провели в Престебакке контратаку для отвоевания своих прежних позиций. Основные норвежские войска вернулись в крепость Фредрикстен с большим количеством шведских военнопленных, поэтому численно уступающие неприятелю норвежские аванпосты в Престебакке, Энде и Гьедделунде были отброшены после короткой битвы. Но в период с 20 по 24 июня шведы покинули свои позиции и вернулись через границу, и норвежские войска быстро обезопасили пограничные районы и выставили пограничников. Это означало, что на норвежской земле больше не было шведских войск.

### Рейды и второстепенные кампании
До декабря произошло несколько незначительных атак как с норвежской, так и со шведской стороны, но они не имели большого значения для войны. Для норвежских войск, дислоцированные на севере Конгсвингера и в Матранде, это был длительный период постоянного наблюдения за противником, в дополнение к скуке и плохим условиям в малонаселенном Эйдскоге с минимумом местных жителей и недостатком еды. Многие солдаты должны были жить в хижинах из сосновых иголок и коры до конца лета, а то и до осени. Норвежские рейды против мирных жителей на шведской стороне границы были запрещены. Если норвежский солдат приносил после нападения украденные вещи, они возвращались владельцам. Офицеры с обеих сторон очень ответственно относились к тому, чтобы их солдаты хорошо вели себя по отношению к гражданскому населению, но граница была малонаселенной, и скудные запасы продовольствия быстро истощились. Плохое жильё, нехватка припасов и продовольствия стали оказывать деморализующее и изнуряющее воздействие на войска по обе стороны границы.

#### Нападение на Эду и Ямтланд
Штаффельдт, который 30 июня был произведён в генерал-майоры, держал свои войска на границе в Эйдскоге до начала июля, когда им было приказано наступать через границу и совершать небольшие атаки в нескольких местах. Колонна из четырёх рот была направлена в Мораст, ещё одна колонна из двух рот в Магнор и третья колонна из трёх рот во главе с майором Фредериком Вильгельмом Стабелем к югу от Вестмарка. 18 июля отряд Стабеля продолжил свой путь в Швецию и начал наступление на шведские позиции в Адольфсфурсе. Войска оставались на шведской стороне границы в течение двух дней, а затем отступили через границу и вернулись в Матранд.
В августе 1808 года 644 норвежских военнослужащих из Трёнделага под командованием майора Колдевина с артиллерией и конными драгунами начали наступление через границу из Вердала и Мерокера в Ямтланд в рамках Ямтландской кампании 1808 года. Штаффельдт также отправил войска в Фалун, чтобы поддержать норвежское вторжение в Ямтланд, и 10 августа войско из 200 человек продвинулось до Мидтскогена. Оттуда они прошли в Швецию в Далбю и 20 августа вернулись в Балтебёль, поскольку не смогли найти никаких шведских войск в этом районе, кроме пограничной охраны в Мидтскогене. Основное норвежское наступление в Емтланде было остановлено у Ерпена 15 августа, и через два дня майор Колдевин решил отменить наступление, поскольку шведские войска укрепили опорный пункт в Ерпене. Кампания завершилась 19 августа.

### Прекращение огня
Британская блокада Норвегии постепенно ухудшила положение норвежцев, и незначительных поставок припасов из Дании и северной России было недостаточно. Везде наблюдалась нехватка продовольствия, было невозможно заменить форму и другое снаряжение и оборудование, которое было изношено после нескольких месяцев боевых действий. Возможности проводить дальнейшие наступления также выдавались редко, и поэтому Карл Август решил оставить свои войска на границе. У шведов в малонаселенных приграничных районах дела шли не намного лучше, так как основные поставки шли войскам, сражавшимся против русских в Финляндии. В августе Армфельдт был отстранён от командования в результате своего неправильного понимания распоряжений короля; командование пограничной армией принял генерал-лейтенант Брор Седерстрем.
Осенью дело дошло до переговоров между Карлом Августом и шведами, но, поскольку потребовалось некоторое время, чтобы связаться с королем Фридрихом в Дании, Карлу Августу пришлось действовать в основном без одобрения короля. Он понимал, что не может продолжать военные действия против Швеции из-за бедственного положения и отсутствия снабжения как населения, так армии. Таким образом, 22 ноября вопреки воле короля он заключил соглашение о перемирии на южном норвежском фронте, а 7 декабря 1808 года в силу вступило соглашение о перемирии. Оно могло быть прекращено с уведомлением за 48 часов, но действовало всю оставшуюся части войны.
К сожалению, соглашение о прекращении огня было принято слишком поздно как для норвежской, так и для шведской армии, которые сильно пострадали от болезней, распространявшихся с востока по пограничному району, где тысячи людей несколько месяцев жили в ужасных условиях. В течение осени и зимы 1808 года половина солдат южной норвежской армии, насчитывавшей около 17 тыс. человек, пострадали от болезней. Только в период с апреля по сентябрь умерло 700 человек. В марте 1809 года в полевые госпитали поступило около 8,7 тыс. человек, из которых 1,2 тыс. умерли. В шведской армии условия были ещё хуже, так как с востока пришли такие болезни, как брюшной тиф и дизентерия. Шведские источники не указывают точной информации об общем количестве больных; есть только фрагменты из различных отчётов и записей офицеров. Заболеваемость среди военнослужащих возросла с 22 % в сентябре до 25 % в ноябре; в этот месяц умерло 403 шведских солдата.

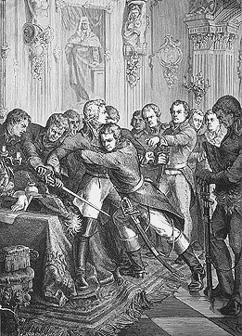
Арест короля Густава IV Адольфа заговорщиками

Зимой 1808-09 года крупных сражений не было. У норвежцев не хватало припасов, а шведы сосредоточились на войне на востоке, где русским удалось оккупировать всю Финляндию. В то же время развивалось недовольство шведским королём-абсолютистом, и возникло желание принять конституцию. Шведы всё ещё боялись, что норвежские войска на Эстланне воспользуются восстанием против шведского короля и вторгнутся в Свеаланд или Гёталанд. Поэтому лидеры революционных шведских сил должны были убедиться, что соглашение о перемирии от 7 декабря 1808 года всё ещё остаётся в силе. Это было достигнуто благодаря Конгсвингерскому соглашению, заключённому в начале марта 1809 года, согласно которому по устному соглашению между шведскими революционными силами и Карлом Августом норвежские войска должны оставаться неподвижно на границе, то время как шведские войска из Вермланда под командованием подполковника Георга Адлерспарре должны были отправиться в Стокгольм, чтобы свергнуть короля Густава IV. Большинство норвежцев поддержали переворот, особенно Карл Август, так как он был кандидатом на шведский престол. 7 марта 1809 года подполковник Адлерспарре спровоцировал революцию, подняв флаг восстания в Карлстаде и начав наступление на Стокгольм. Чтобы помешать королю присоединиться к верным ему войскам в Сконе, 13 марта семь заговорщиков во главе с Карлом Юханом Адлеркрейцем ворвались в королевские покои во дворце, захватили короля и заключили его с семьёй в замок Грипсхольм. 5 июня королем Швеции был избран дядя Густава IV Адольфа, старый, слабый и бездетный Карл XIII, а на следующий день собрание дворян, духовенства, буржуазии и крестьян приняло конституцию.

### Бои в Ямтланде
Весной и летом 1809 года Карл Август весьма неохотно предпринимал любые действия против Швеции, но в конечном итоге его принудил к этому король Фредерик VI. 2 июля Карл Август приказал атаковать Ямтланд из Тронхейма, и 10 июля 1,8 тыс. человек под командованием генерал-майора Георга Фредерика фон Крога перешли через границу и направились к Ямтланду.
Чтобы остановить наступление норвежцев, в Ямтланд был направлен Георг Карл фон Дёбельн с батальоном Хельсингского полка, в то же время из Евле к Херьедалену был послан дополнительный батальон; позднее прибыло подкрепление из гренадерского и Кальмарского полков. Однако 16 июля наступающая норвежская армия захватила полевые укрепления у Ерпе, которые только что были оставлены шведским войском в 200 человек под командованием полковника Теодора Норденадлера. Вскоре после этого норвежцы также захватили деревни Мёрсил и Маттмар. Но когда слух о том, что Швеция и Россия начали мирные переговоры, дошёл до норвежской армии, фон Крог решил отступить и вместо этого направить свою атаку на Херьедален. 24 июля шведское войско в 900 человек под командованием Дёбельна и 1,8 тыс. норвежских солдат встретились в Херьедалене; норвежские войска потерпели поражение и были вынуждены отступить. На следующий день в городке Блекосен в муниципалитете Алсен было подписано перемирие. Одним из его условий было то, что все норвежские войска покинут Швецию к 3 августа, что и было сделано.

## Итог
Из-за британской блокады ситуация в Норвегии неуклонно ухудшалась, особенно после того, как 17 сентября Россия заключила мирный договор со шведами, и поставки припасов из северной России прекратились. Для Швеции война на два фронта также оказалась губительной для населения и особенно для солдат, дислоцированных вдоль границы, из-за болезней и нехватки припасов. Поэтому с обеих сторон было желание мира, и в ноябре начались переговоры.

### Йёнчёпингский договор
10 декабря 1809 года Нильс Розенкранц и шведский министр Карл Густав Адлерберг встретились в Йёнчёпинге, чтобы подписать мирный договор между Датско-норвежской унией и Швецией, который положил конец датско-шведской войне 1808—1809 гг. Договор подразумевал следующее:
- Ни одна страна не уступает никакой территории (статус-кво);
- Швеция будет стараться держать британские военные корабли на некотором расстоянии от шведского побережья;
- Изменники и преступники должны быть экстрадированы.

Но Датско-норвежская уния всё ещё находилась в состоянии войны с Соединенным Королевством, и хотя Швеция заключила в 1810 году мир с Наполеоном, Дания и Норвегия всё равно были на стороне коалиции во время войны Шестой коалиции. Это также привело к тому, что Норвегия была передана королю Швеции по Кильскому договору в 1814 году.